# Xã Jefferson, Quận Guernsey, Ohio
Xã Jefferson (tiếng Anh: Jefferson Township) là một xã thuộc quận Guernsey, tiểu bang Ohio, Hoa Kỳ. Năm 2010, dân số của xã này là 86 người.